# Gustave Eiffel
Alexandre Gustave Eiffel, francoski inženir in konstruktor, * 15. december 1832, Dijon, Côte-d'Or, Francija, † 27. december 1923, Pariz.
Znan je predvsem po konstrukciji Eifflovega stolpa v Parizu.

## Mladost
Gustave Eiffel je bil prvi otrok Catherine - Melanie (rojene Moneuse) in Alexandra Eiffla, potomca Jean-Renéja Bönickhausna, ki se je iz nemškega mesta Marmagen preselil v Pariz v začetku 18. stoletja. Družina je sprejela priimek Eiffel, sklicujoč se na gore Eifel v regiji, iz katere je prišel oče. Čeprav je družina vedno uporabljala priimek Eiffel, je bil Gustave ob rojstvu prijavljen kot Bönickhausen in ni bil formalno spremenjen v Eiffel do 1880. Oče je najprej delal kot uradnik v francoski vojski, mati pa je podedovala trgovino za distribucijo premoga. Gustave je otroštvo preživljal s svojo babico, a kljub temu ostal blizu svoji materi, ki je ostala vplivna figura do svoje smrti leta 1878. V šolo je hodil na Lycée Royal v Dijonu in menil, da je to dolgočasna izguba časa. Zadnji dve leti je pod vplivom svojih učiteljev za zgodovino in literaturo, začel resno študirati in končal humanistiko in znanost. Njegov stric, Jean-Baptiste Mollerat, ki je izumil postopek za destiliranje kisa in je imel velike kemično proizvodnjo v bližini Dijona, je enega od prijateljev, kemika Michel Perret angažiral, da je veliko časa preživel z mladim Eifflom, ga učil o vsem, od kemije in rudarstva do teologije in filozofije.
Eiffel se je nato udeležil tečaja na Collège Sainte-Barbe v Parizu, da bi se pripravil na zahtevne sprejemne izpite na eni najpomembnejših inženirskih šol v Franciji. Eiffel se je želel vpisati na École Polytechnique, vendar njegovi mentorji odločili, da njegov nastop ni bil dovolj dober in se je zato vpisal na École Centrale des Arts et Manufactures v Parizu, ki je precej bolj poklicno usposabljala. V drugem letniku se je odločil za specializacijo za kemijo in je diplomiral leta 1855. 

## Kariera
Po diplomi je Eiffel upal, da bo našel delo pri stricu v Dijonu, kar je bilo zaradi družinskih sporov nemogoče. Po nekaj mesecih dela kot neplačani pomočnik pri bratu, ki je upravljal livarno, se Eiffel spoznal železniškega inženirja Charlesa Nepveu-ja, ki je dal Eifflu prvo plačano delo kot njegov osebni tajnik.. Ko je šla družba v stečaj, je Nepveu našel Eifflu delo v Compagnie des Chemins de Fer de l' Ouest, za katero je Eiffel izdelal prvi načrt mostu, 22 m dolg železen most za Saint Germainsko železnico. Nepveu je bil imenovan za generalnega direktorja dveh tovarn v Parizu in je ponudil Eifflu službo kot vodja raziskovalnega oddelka. Leta 1857 Nepveu podpiše pogodbo za izgradnjo železniškega mostu čez reko Garonne pri Bordeauxu, ki povezuje progo Pariz-Bordeaux s progo na Sète in Bayonne, in je vključevala izgradnjo 500 m železnega girder mosta, ki ga je podpiralo šest parov zidanih opornikov. Ti so bili izdelani s pomočjo stisnjenega zraka v kesonih in s hidravličnimi ovni, zelo inovativnih tehnik v tistem času. Eiffel je imel najprej pristojnost za sestavljanje kovinskih elementov, sčasoma pa prevzel vodenje celotnega projekta od Nepveu-ja, ki je odstopil marca 1860.
Po zaključku projekta je bil Eiffel imenovan kot glavni inženir Compagnie Belge. Njegovo delo je vzbudilo pozornost številnih ljudi, tudi Stanislasa de la Roche Toulaya, ki je pripravil zasnovo za kovinski most v Bordeauxu, Jean Baptiste Krantza in Wilhelm Nordlinga. Posel se je začel zmanjševati in leta 1865 je Eiffel, ko ni videl nobene prihodnosti, odstopil, ter delal kot neodvisni svetovalni inženir. Delal je pri gradnji dveh železniških postaj v Toulousu in Agenu, in leta 1866 je dobil pogodbo za nadzor gradnje 33 lokomotiv za egiptovsko vlado, donosno, vendar nezahtevno opravilo v okviru katerega je obiskal Egipt, kjer je obiskal Sueški prekop, ki ga je delal Ferdinand de Lesseps. Hkrati se je zaposlil pri Jean-Baptiste Kranz, ki mu je pomagal pri oblikovanju razstavne dvorane za Exposition Universelle, ki naj bi potekala leta 1867. Glavna naloga Eiffla je bila, da pripravi ločni nosilec za Galerie des Machines. Za izvedbo tega dela, Eiffel in Henri Treca, direktor Conservatoire des Arts et Metiers, izvedeta dragocene raziskave o strukturnih lastnosti litega železa, dokončno določitev modula elastičnosti.
Ob koncu leta 1866 si je Eiffel uspel sposoditi dovolj denarja, da je odprl svoj lastni biro na 48 Rue Fouquet v Levallois - Perret. Njegov prvi pomembnejši natečaj sta bila dva viadukta za železniške progo med Lyonom in Bordeaux. Družba je začela izvajati dela tudi v drugih državah, cerkev San Marcos v Arica, Čile, ki je bila montažna kovinska stavba, izdelana v Franciji in poslana v Južno Ameriko v kosih, da bi jih sestavili na kraju samem. 6. oktobra 1868 je stopil v partnerstvo z Théophile Seyrigom, ki je kot Eiffel diplomiral na École Centrale, in ustvaril podjetje Eiffel et Cie. 
Leta 1875 je pridobil dve pomembni pogodbi, eno za nov terminal v Budimpešti za železniško progo od Dunaja do Budimpešte in drugo za most čez reko Douro v Portu na Portugalskem. Postaja v Budimpešti je bila inovativen projekt. Eiffel je uporabil kovinsko strukturo kot osrednjo stavbo, ki jo obdajata na vsaki strani običajni zgradbi iz kamna in opeke. Most čez Douro je nastal kot posledica razpisa, ki ga je vodil Royal Portuguese Railroad Company. Naloga je bila zahtevna: hitro tekoča reka do 20 metrov globoka, temeljna tla iz globoke plasti gramoza, ki ni omogočal izgradnjo opornikov v rečni strugi, in tako je moral most imeti osrednji razpon 160 m. To je bilo več kot najdaljši lok zgrajen v tistem času. Predlog Eiffla je bil most, katerega krov je podprl s petimi železnimi stebri na bregovih in osrednji podporni lok. Dela so se začela januarja 1876 in je bila končana do konca oktobra 1877: most sta slovesno odprla kralj Luis I. in kraljica Maria Pia, po kateri je tudi poimenovan.
Eiffel je bil odgovoren tudi za izgradnjo več razstavnih objektov. Eden od teh, paviljon za pariško Gas Company, je bilo Eifflovo prvo sodelovanje s Stephenom Sauvestre-jem, ki je kasneje postal vodja arhitekturnega biroja družbe.
Leta 1879 se je razšel z Seyrigom in podjetje se je preimenovalo v Compagnie des Établissements Eiffel. Družba je dobila pogodbo za viadukt Garabit, železniški most pri Ruynes en Margeride v departmaju Cantal (zgrajen 1880–1884). Za pomoč pri delu, je najel več ljudi, ki so kasneje igrali pomembno vlogo pri oblikovanju in gradnji Eifflovega stolpa, tudi Maurice Koechlin, mladi diplomant Politehnike v Zürichu, ki je se je ukvarjal z izračuni in risbami in Émile Nouguier, ki je prej delal za Eiffla pri gradnji mostu čez Douro.
Leta 1881 je Eiffla poiskal Auguste Bartholdi, ki je bil v stiski za inženirja, da bi mu pomagal uresničiti Kip svobode v New Yorku (1886. Nekatera dela so bila že izvedena ko je Eugène Viollet-le-Duc umrl leta 1879. Eiffel je bil izbran zaradi svojih izkušenj z obremenitvami vetra. Eiffel je oblikoval strukturo, sestavljeno iz štirih nog in stebra za podporo, ki predstavlja telo kipa. Celoten kip so izdelali v Parizu, nato ga razstavili in prepeljali v Združene države Amerike.
Za svetovno razstavo v Parizu leta 1889 je Eiffel konstruiral stolp, ki je postal zaščitni znak Pariza. Eifflov stolp je bil do leta 1931 najvišja zgradba na svetu (300,5 m; z anteno 320,8 m; od marca 2022 pa 330 metrov).

## Dela

### Zgradbe
- Železniška postaja v Toulouse, Francija (1862)
- Železniška postaja v Agen, Francija.
- Cerkev Notre Dame des Champs, Pariz (1867)
- Sinagoga v Rue de Pasarelles, Pariz (1867)
- Théâtre les Folies, Pariz (1868)
- Plinarna, La Paz, Bolivija (1873)
- Plinarna, Tacna, Peru (1873)
- Cerkev San Marcos, Arica, Čile (1875)
- Katedrala San Pedro de Tacna, Peru (1875)
- Lycée Carnot, Paris (1876)
- Budapest Nyugati, zahodna železniška postaja, Budimpešta, Madžarska (1877)
- Ornamental Fountain of the Three Graces, Moquegua, Peru (1877)
- Svetilnik Ruhnu na otoku Ruhnu, Estonija (1877)
- Grand Hotel Traian, Iaşi, Romunija (1882)
- Observatorij Nice, Nica, Francija (1886)
- Kip svobode, Liberty Island, New York, USA (1886)
- Most Colbert, Dieppe, Francija (1888)
- Eifflov stolp, Pariz, Francija (1889)
- Gledališče Paradis Latin, Pariz, Francija (1889)
- Casa de Fierro, Iquitos, Peru (1892)
- Cerkev Santa Barbara, Santa Rosalia, Mehika (1896)
- Aérodynamique EIFFEL (vetrovni tunel), Pariz (Auteuil), Francija (1911)
- Tržnica, Olhão, Portugalska
- Estación Central, (glavna železniška postaja), Santiago, Čile
- Konak Pier, Izmir, Turčija
- El Palacio de Hierro, Orizaba Veracruz, Mehika
- Palácio de Ferro v Maputo, Mozambik
- Palácio de Ferro, Angola
- Katedrala Santa María, Chiclayo, Peru
- Condominio Acero, Monterrey, Méhika
- Glavna Pošta, Hošiminh, Vietnam
- Combier Distillery, Saumur (dolina Loire), Francija

- Estacion de Trenes de La Paz, La Paz, Bolivija
- Cerkev v Coquimbo, Čile
- Gledališče Fénix, Arequipa, Peru
- Tržnica San Camilo, Arequipa, Peru
- Cerkev Santa Rosalía, Baja California Sur, Mehika
- Farol de São Thomé, Campos dos Goytacazes, Brazilija
- Pabellon de la Rosa Piriapolis, Urugvaj
- Mercado Municipal, Manaus, Brazilija
- La Cristalera, old portuary storage, El Puerto de Santa María, Španija
- Stolp z uro, Monte Cristi, Dominikanska republika
- Plaza del Mercado (localna tržnica), Mayagüez, Portoriko]]

### Mostovi in viadukti
- Železniški most preko reke Garonne, Bordeaux (1861)
- Viadukt čez reko Sioule (1867)
- Viadukt pri Neuvialu (1867)
- Viseči most Dieppe, Seine-Maritime (1870)
- Pont de Ferro ali Pont Eiffel v Girona, Španija (1876)
- Most Maria Pia, tudi viadukt Duoro, Porto, Portugalska (1877)
- Most Cubzac preko reke Dordogne, Francija (1880)
- Most preko reke Tisa blizu Szegeda, Madžarska (1881)
- Viadukt Garabit, Francija (1884)
- Most Imbaba preko reke Nil, Kairo, Egipt (1892)
- Most Eiffel, Zrenjanin (1904) (razstavljen leta 1960 in trenutno obnovljen)
- Vestni most (D50) čez reko Lay v Lavaud na Vendée, Francija
- Birsbrücke, Münchenstein, Švica, ki se je podrl 14. junija 1891, ubitih je bilo 70 ljudi
- Most preko Schelde v Temse, Belgija
- Viadukt Souleuvre (1893) (mostno konstrukcijo so odstranili, oporniki še stojijo)
- Most Eiffel v Viana do Castelo, Portugalska (1878)
- Železniški most čez reko Coura v Caminha, Portugalska
- Most Eiffel (Ungheni) v Ungheni, med Moldavijo in Romunijo (1877)
- Most Eiffel preko Begeja v Zrenjaninu, Srbija, zgrajen 1904, razstavljen in nadomeščen z betonskim leta 1969
- Most Ajfel na Skenderiji, Sarajevo, Bosna in Hercegovina
- Most Ghenh in Rach Cat v mestu Bien Hoa, Provinca Đồng Nai, Vietnam
- Most Trường Tiền v mestu Huế, Provinca Thừa Thiên–Huế, Vietnam
- Most Bolívar, Arequipa, Peru
- Puente Ferroviario Banco de Arena železniški most v Constitución, Čile
- Most v Trujillo Alto (še vedno obstaja, vendar ni več v uporabi), Portoriko
- Puente Libertador, San Cristóbal, Venezuela

### Ni dokazano
- Basilica San Sebastian, Manila, Filipini (1891)
- Most preko reke Cuyuni, južna Venezuela
- Viadukt Santa Efigênia, São Paulo, Brazilija (1913)
- Dvigalo Santa Justa (Carmo Lift), Lizbona, Portugalska (1901)
- Jez na kanalu Bačka, Bečej, Vojvodina, Srbija (1900)
- viadukt Malleco, Čile (1890)
- Chateau de Villersexel, Francija (okoli 1871)
- "Vuelta al Mundo", Córdoba, Argentina
- Mlin, Dolores, Córdoba, Argentina
- Casa del Cura (imenovana tusi Casa Eiffel), Ulea, Španija (1912)

### Nerealizirani projekti
- Most sv. Trojice, Sankt Peterburg — Eiffel je začel projekt na natečaju, a ni bil realiziran.